# Dongmyeong-dong, Gwangju
Dongmyeong-dong (koreanska: 동명동) är en stadsdel i staden Gwangju i den södra delen av Sydkorea,  270 km söder om huvudstaden Seoul. Den ligger i stadsdistriktet Dong-gu.